# 코웨이
코웨이는 정수기, 공기청정기, 비데, 매트리스, 안마의자, 전기레인지, 연수기 등을 생산하는 대한민국의 환경가전 기업이다.

## 역사
1989년 5월 2일 한국코웨이로 설립한 뒤 1992년 4월 상호명을 한국코웨이에서 웅진코웨이로 변경하였다. 1996년 9월 코스닥에 상장하였으며, 1998년 벤처기업에 지정되었다. 2000년 해외 렌털사업의 일환으로 태국에 진출하였으며, 2001년 8월 증권거래소에 이전상장하였다.
2003년 9월 두원테크를 흡수합병하고 한국산업의 고객만족도 1위 기업에 선정되었으며, 12월 업계 최초로 정수기 제품에서 한국산업의 품질 1위 인증을 획득하였다. 2004년 코웨이는 6년 연속, 케어스(공기청정기)와 룰루(비데)는 2년 연속으로 한국산업의 브랜드 파워 1위에 선정되었다.
2005년 5월 웅진코웨이개발을 흡수합병하였으며, 9월 웅진엔텍에 생활가전 사업부문을 양도하였는데 웅진코웨이개발은 2001년 7월 웅진미디어를 흡수합병시켜 웅진코웨이개발 미디어사업부문으로 변경시켰으나 2003년 5월 미디어사업부문을 웅진미디어로 분사시켰지만 2006년 2월 청산됐다. 2009년 웅진쿠첸을 흡수합병하였으며, 2010년 8월 아르떼르화장품의 영업을 양수하였으며, 9월 웅진식품 건강식품사업부문의 자산을 양수하였다.
2013년 1월 웅진그룹에서 떨어져 나와 사모펀드 MBK 파트너스에 매각되었으며, MBK 파트너스가 웅진코웨이를 인수한 후 재무구조가 많이 개선되며 주가가 크게 상승했으나 2016년 6월 중국의 가전업체 하이얼과 정수기시장 제휴, 2018년 10월에는 웅진그룹이 MBK 파트너스와의 주식인수협상을 통해 2019년 3월 주식 대량매매 거래를 체결함으로써 재인수 절차를 진행하였으며, 다시 웅진코웨이로 상호를 변경하였다. 그후 넷마블이 2019년 12월에 인수함에 따라 2020년 2월 다시 코웨이(주)로 상호를 변경하였다. 2024년 5월 1일 리엔케이코스메틱(주)로 분리하였다.

## 같이 보기
- 청호나이스